# Christer Forsström
Christer Forsström, född 1943 i Göteborg, är en svensk direktör. Han arbetade länge inom Electroluxkoncernen och var därefter vd för TV4 AB 1995–1998.

## Biografi
Forsström har en bakgrund som civilekonom. Han arbetade för CTC tvättmaskiner 1964-1971 och Duni Bilå 1971-1974, det senare med placering i Norge och Italien.
År 1974 utsågs han till marknadschef på Electrolux-Wascator (som då köpt upp CTC). År 1978 blev han marknadsdirektör på samma företag. Under ett par år drev han ett eget företag i USA innan han 1981 återkom till Electrolux. År 1982 blev han vd för Electrolux-Wascator. År 1984 utsågs han till chef för företagets dammsugare. Den 1 januari 1987 delades Electrolux verksamhet upp i dotterbolag och Forsström blev vd för Electrolux Cleaning Appliances, den tidigare dammsugaravdelningen. År 1988 blev han av flera vice vd:ar i Electrolux koncernledning.
I januari 1995 meddelades att Forsström skulle bli ny vd för TV4 AB. Han tillträdde den 1 april 1995.
I oktober 1997 blev Bonnierkoncernen största delägare i TV4. Bonniers nya styrelserepresentant Björn Nordstrand (Forsströms företrädare som TV4-vd) kritiserade öppet Forsströms ledning. Den 18 maj 1998 meddelade TV4 att Forsström skulle sparkas som vd och ersättas av Thorbjörn Larsson.
Efter att han lämnat TV4 arbetade Forsström med olika entreprenörsprojekt, bland annat ett företag som utvecklar prototyper.

## Familj
Forsström är far till skådespelaren Martin Forsström.